# Wolfgang Schuller
Wolfgang Schuller (* 3. Oktober 1935 in Berlin; † 4. April 2020 in Konstanz) war ein deutscher Althistoriker, Jurist und Zeithistoriker. Er lehrte von 1976 bis zu seiner Emeritierung 2004 als Professor für Alte Geschichte an der Universität Konstanz. Er arbeitete zur griechischen und römischen Antike sowie zur DDR-Geschichte.

## Leben und Wirken
Der Nachfahre des Philosophen Johann Caspar Lavater besuchte unter anderem die Freie Schulgemeinde Wickersdorf. Sein Vater, ein Siebenbürger Sachse, war nach Deutschland gezogen, um eine Privatklinik zu gründen. Nach seinem Abitur 1955 in Lüneburg studierte er zunächst Rechtswissenschaften an der Ruprecht-Karls-Universität Heidelberg, der Université de Lausanne und der Universität Hamburg. 1960 legte er sein Erstes Staatsexamen in Hamburg ab und 1965 sein Zweites Staatsexamen in Berlin. Nach dem Assessorexamen war er zwischen 1965 und 1967 als Wissenschaftlicher Assistent an der Juristischen Fakultät der Universität Hamburg tätig. Dort begann er während seiner rechtswissenschaftlichen Promotionsarbeit zudem mit einem Studium der Klassischen Altertumswissenschaften, der Ägyptologie und der Geschichte. 1967 wurde er in Hamburg mit einer Dissertation zum Politischen Strafrecht in der DDR 1945–1963 zum Dr. iur. promoviert und beendete sein Zweitstudium an der FU Berlin. 1971 habilitierte er sich in Alter Geschichte an der FU.
An der PH Berlin erhielt er 1972 seine erste ordentliche Professur für Alte Geschichte. 1976 folgte er einem Ruf auf einen Lehrstuhl für Alte Geschichte an die Universität Konstanz, wo er bis zu seiner Emeritierung Anfang 2004 verblieb. Sein Nachfolger wurde Ulrich Gotter. Er hatte neben vielen Ämtern an der Universität Konstanz auch eine Honorarprofessur an der rumänischen Partneruniversität Universität Alexandru Ioan Cuza Iași inne; aufgrund der Herkunft seines Vaters setzte er sich stets für den akademischen Austausch mit Rumänien ein.
Wissenschaftlich blieb Schuller bis ins hohe Alter aktiv. In der Forschung beschäftigte er sich neben der Rechtswissenschaft auch mit der Geschlechtergeschichte und trat außerdem mit mehrfach aufgelegten Einführungswerken über die Antike hervor, unter anderem als Verfasser des ersten Bandes der Reihe Oldenbourg Grundriss der Geschichte. Einen breiteren Leserkreis erreichte er daneben mit Biographien über Kleopatra und Cicero. Bis kurz vor seinem Tod führte er zudem in Konstanz Lehrveranstaltungen durch.
Neben der Antike galt Schullers Forschungsinteresse auch der Geschichte der DDR, zu der er ebenfalls mehrere Publikationen vorgelegt hat, zuletzt 2009 zu den Ereignissen von 1989. Wolfgang Schuller publizierte ferner zahlreiche Aufsätze, nicht nur in althistorischen Zeitschriften und Sammelbänden, sondern unter anderem 1997 in der Gedächtnisschrift für den Carl-Schmitt-Schüler Roman Schnur und in der Zeitschrift Mut. Er edierte zudem Tagebücher von Carl Schmitt aus den Jahren 1930 bis 1934. 
Seit 1990 war Schuller ordentliches Mitglied der Akademie gemeinnütziger Wissenschaften zu Erfurt. Zudem war er Mitglied der Görres-Gesellschaft.
Wolfgang Schuller starb im April 2020 im Alter von 84 Jahren. 2022 fand in Konstanz zu seinen Ehren ein Gedenkkolloquium statt.

## Schriften (Auswahl)
- Politisches Strafrecht in der DDR 1945–1953. Hamburg 1968 (zugleich: Hamburg, Universität, rechtswissenschaftliche Dissertation vom 27. Juni 1968).
- Die Herrschaft der Athener im Ersten Attischen Seebund. de Gruyter, Berlin u. a. 1974, ISBN 3-11-004725-X (zugleich: Berlin, Freie Universität, geschichtswissenschaftliche Habilitations-Schrift, 1971).
- Geschichte und Struktur des politischen Strafrechts der DDR bis 1968. Gremer, Ebelsbach 1980, ISBN 3-88212-015-0.
- Griechische Geschichte (= Oldenbourg Grundriss der Geschichte. Bd. 1). Oldenbourg, München u. a. 1980, ISBN 3-486-49081-8.
- Frauen in der Griechischen Geschichte (= Konstanzer Bibliothek. Bd. 3). Universitätsverlag Konstanz, Konstanz 1985, ISBN 3-87940-273-6.
- Frauen in der Römischen Geschichte (= Konstanzer Bibliothek. Bd. 4). Universitätsverlag Konstanz, Konstanz 1987, ISBN 3-87940-291-4.
- Einführung in die Geschichte des Altertums (= UTB. Bd. 1794). Ulmer, Stuttgart 1994, ISBN 3-8001-2678-8 (In polnischer Sprache: Wprowadzenie do studium historii starożytnej. Wydawnictwo „Trio“, Warszawa 1997, ISBN 83-85660-56-9).
- Das Erste Europa. 1000 v. Chr. – 500 n. Chr. (= Handbuch der Geschichte Europas. Bd. 1 = UTB. Bd. 2497). Ulmer, Stuttgart 2004, ISBN 3-8001-2791-1.
- Das Sichere war nicht sicher. Die erwartete Wiedervereinigung. Gesammelte Aufsätze, Artikel und Ansprachen. Leipziger Universitätsverlag, Leipzig 2006, ISBN 3-86583-072-2.
- Kleopatra. Königin der drei Kulturen. Rowohlt, Hamburg 2006, ISBN 978-3-498-06364-1.
- Die Welt der Hetären. Berühmte Frauen zwischen Legende und Wirklichkeit. Klett-Cotta, Stuttgart 2008, ISBN 978-3-608-96001-3.
- Die deutsche Revolution 1989. Rowohlt Berlin, Berlin 2009, ISBN 978-3-87134-573-9.
- mit Gerd Giesler (Hrsg.): Carl Schmitt: Tagebücher 1930 bis 1934. Akademie Verlag, Berlin 2010, ISBN 978-3-05-003842-1.
- Cicero oder der letzte Kampf um die Republik. Eine Biographie. C. H. Beck, München 2013, ISBN 978-3-406-65178-6.
- Kleine Schriften zum Altertum. Band 1: Griechenland, Band 2: Römische Geschichte. Hrsg. von Alexander Rubel und Catalin Hriban (= Antiquitas. Band 4/5). Parthenon-Verlag, Kaiserslautern/Mehlingen 2015–2016, ISBN 978-3-942994-12-5 (Band 1) und ISBN 978-3-942994-13-2 (Band 2).
- Cicero (= Reclam 100 Seiten). Reclam, Stuttgart 2018, ISBN 978-3150204351.
- Anatomie einer Kampagne. Hans Robert Jauß und die Öffentlichkeit. Leipziger Universitätsverlag, Leipzig 2017, ISBN 978-3-96023-126-4 (Siehe hierzu: Paul Ingendaay: Die Universität als Pranger. Heimlichkeiten statt Transparenz: Wolfgang Schuller über die postumen Debatten um seinen ehemaligen Konstanzer Kollegen Hans Robert Jauß. In: Frankfurter Allgemeine Zeitung. Feuilleton, Nr. 4, 5. Januar 2018, S. 10).